# Mat '40
Cet article court présente un sujet plus développé dans : Automotrice Mat '40 et Autorail Mat '40.
 (août 2023).
Si vous disposez d'ouvrages ou d'articles de référence ou si vous connaissez des sites web de qualité traitant du thème abordé ici, merci de compléter l'article en donnant les références utiles à sa vérifiabilité et en les liant à la section « Notes et références ».
Les Mat '40 désignent deux séries d'éléments automoteurs mis au point par les Chemins de fer néerlandais (Nederlandse Spoorwegen) en 1940 :
- Les autorails DE5, des véhicules semi-articulés à propulsion diesel et moteurs de traction électriques ;
- Les automotrices ElD2 et ElD5 à motorisation électrique à deux éléments ou cinq semi-articulés.

Ces deux séries employaient une construction très proche avec un certain nombre de composants identiques. Après la seconde guerre, des motrices issues d'automotrices ElD2 et des remorques d'ElD5 seront utilisées en remplacement d'éléments d'ElD5 et DE5 détruits.